# Università Deakin

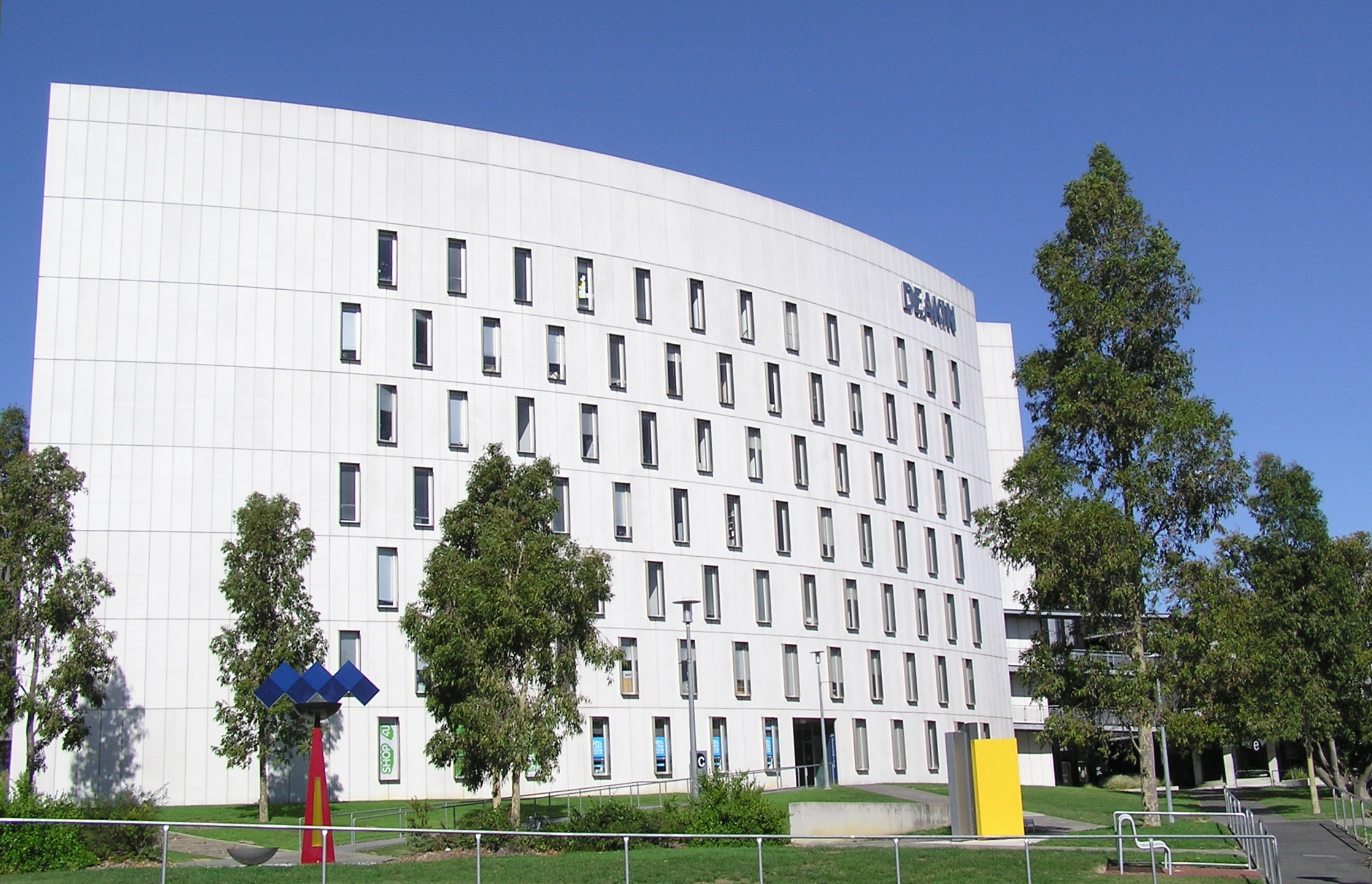
Deakin University campus di Burwood a Melbourne

L'Università Deakin o Deakin University è un'università multi-campus dello Stato di Victoria, Australia con quasi 60.000 studenti nel 2024. È una delle migliori università al mondo secondo la QS World University Rankings e la ARWU.
È membro dell'Istituto europeo per le norme di telecomunicazione (ETSI).

## Storia
La fondazione dell'università risale alla fondazione del Gordon Istituto Tecnico nel 1887 e si è fusa con lo Collegio statale di Victoria nel 1974 per formare la Università Deakin. Il nome di Deakin è dato in onore a Alfred Deakin, Primo Ministro Australiano.